# Монктонская публичная библиотека

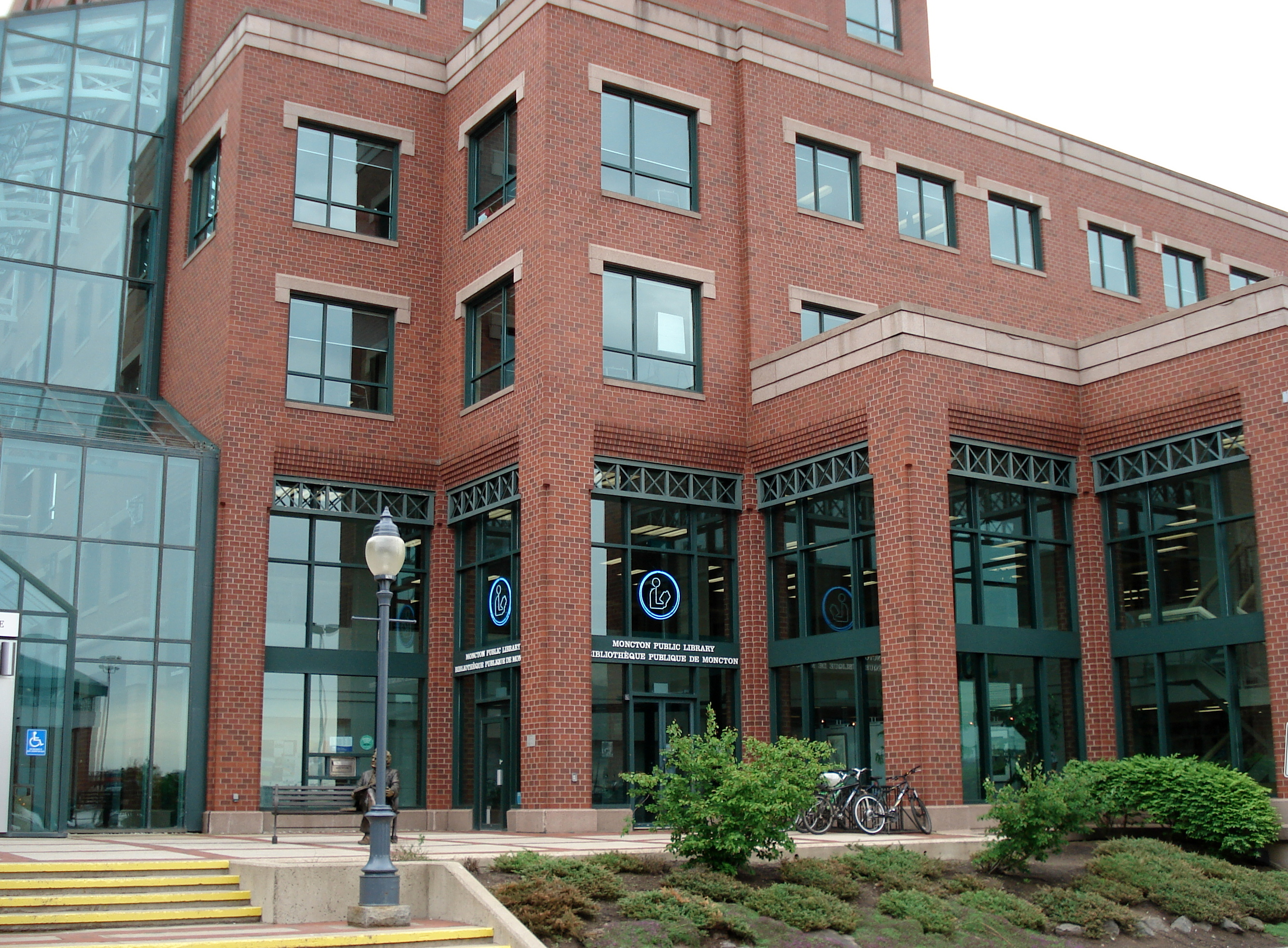
Монктонская публичная библиотека

Публичная библиотека Монктона (MPL) в Монктоне, штат Нью-Брансуик, Канада, стремится удовлетворить образовательные, культурные, информационные и рекреационные потребности своих пользователей. Монктонская публичная библиотека предоставляет доступ к коллекции, насчитывающей более 1,8 миллиона единиц хранения, из которых 116 000 находятся на её полках.

## История
Публичная библиотека Монктона была основана в 1913 году. Это стало возможным благодаря усилиям Форт-Камберлендского отделения Имперского ордена дочерей империи, которое начало работать над проектом ещё в 1911 году. Библиотека была первоначально открыта в Старой Ратуше и была уничтожена пожаром 25 февраля 1914 года. После этого она была перенесена в квартал Хиггинса, который расположен на углу Главной улицы и Ботсфорд-стрит. 27 февраля 1927 года библиотека была перенесена в Дом Арчибальда, который сгорел 2 марта 1948 года.
После пожара Монктонская публичная библиотека была перенесена в Кирби-Хаус, расположенный на Хайфилд-стрит, 51, где она была официально открыта 20 января 1949 года. Это здание было снесено в октябре 1961 года, чтобы построить новое для библиотеки на той же земле; оно было открыто 22 сентября 1962 года. Публичная библиотека Монктона c 1989 года и по настоящее время находится в Центре Голубого Креста. Предыдущее здание библиотеки на Хайфилд-стрит было реконструировано для размещения офисных помещений в 1991 году.
13 июля 2012 года перед зданием библиотеки была открыта памятник бывшему жителю Монктона Нортропу Фраю. Он был создан художниками Дарреном Байерсом и Фредом Харрисоном.

### Наименование

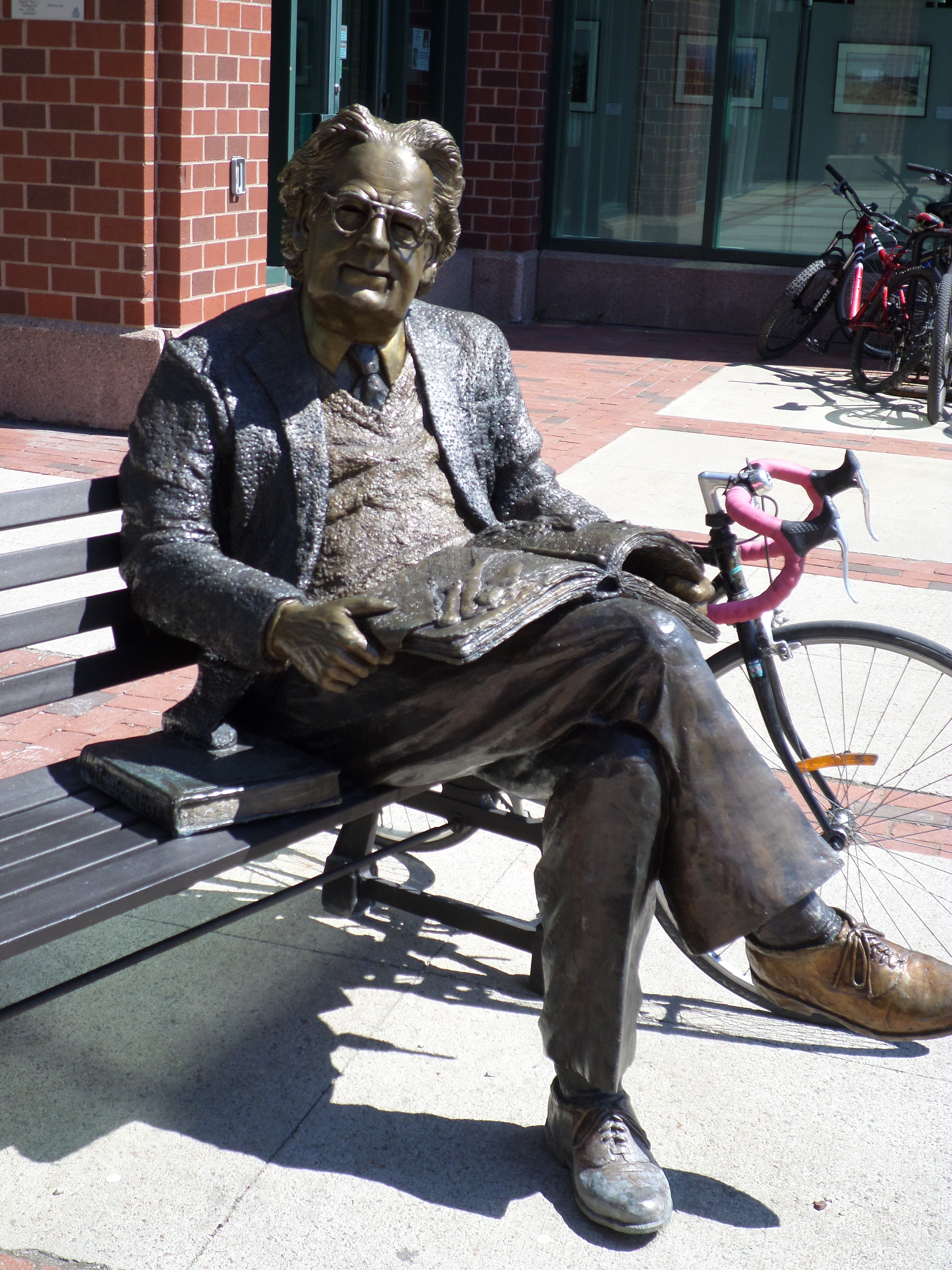
Статуя Нортропа Фрая у входа в Монктонскую публичную библиотеку близ Центра Голубого Креста

В 1998 году Городской банк Монктона предложил Монктонской публичной библиотеке изменить своё название на Библиотеку Нортропа Фрая в честь известного литературного критика Нортропа Фрая, который жил в Монктоне в ранние годы своей жизни. Однако библиотечный Совет того времени не согласился на том основании, что, хотя Фрай имел большую международную репутацию и был известным и прославленным философом и критиком, он «ничего не сделал для самой публичной библиотеки Монктона». Совет также был обеспокоен тем, что, если библиотека станет Библиотекой Нортропа Фрая, у граждан может сложиться впечатление, что публичная библиотека является архивом, посвященным Фраю и его работам. Чтобы почтить память этого знаменитого Монктона, библиотека предпочла назвать в его честь зал заседаний.

## Коллекции
- Книжная коллекция включает в себя бестселлеры, художественную и научно-популярную литературу для широкого спектра исследовательских и развлекательных целей, а также крупнопечатные книги, аудиокниги, музыку, DVD-диски и видео, журналы, языковые наборы, материалы по грамотности взрослых, говорящие книги для слабовидящих и/или физически отсталых и книги с шрифтом Брайля для детей.
- Электронные книги и аудиокниги также можно взять напрокат в Электронной библиотеке Нью-Брансуика с помощью библиотечного билета Нью-Брансуика.
- Архив микрофильмов включает в себя монктонские и местные газеты, датируемые концом XVIII века, информацию о переписях населения и телефонные справочники.
- Архив Heritage room включает в себя местные исторические и генеалогические книги, и работы авторов из Альберта/Уэстморленда/Кента.
- Ряд предметов, связанных с Нортропом Фраем, также постоянно выставляются в зале наследия. Часы, пишущая машинка и несколько книг, принадлежавших семье Нортропа Фрая, были подарены Эрлом Джонсоном, соседом семьи Фрай. Письменный стол, многочисленные портреты и карикатуры Фрая, а также большая и важная коллекция работ Фрая и о нём были подарены библиотеке американским профессором и известным исследователем Фрая Робертом Д. Денхемом[11].

## Программы
- Программы для молодых людей, включая ежемесячный клуб аниме и манги, а также ежемесячные программы на самые разные темы, включая игры в библиотеке и различные ремёсла.
- Программы для взрослых, включая компьютерные курсы, индивидуальные электронные учебники и другие курсы информационной грамотности, такие как генеалогические исследования онлайн, газеты онлайн, покупки онлайн и социальные сети. Есть также авторские экскурсии, обучающие семинары и множество других программ для взрослых и пожилых людей.
- Ежемесячные художественные выставки знакомят посетителей с новыми художниками, произведения которых экспонируются в Художественной галерее Монктонской публичной библиотеки.
- Услуги для клиентов с ограниченными возможностями печати[англ.], включая адаптивную компьютерную рабочую станцию с SystemAccess, ZoomText[англ.], OpenBook и Kurzweil 3000[англ.].

## Привлечение финансирования
Гала-концерт Magnum Opus и художественный аукцион были главными мероприятиями Монктонской публичной библиотеки для сбора средств с 2007 по 2010 год. Проводившийся в октябре художественный аукцион давал возможность собрать средства для улучшения библиотечных коллекций, а также предлагал «художникам по всей Атлантической Канаде возможность получить экспозицию для своих работ и шанс продать часть своего искусства».